# Объятие

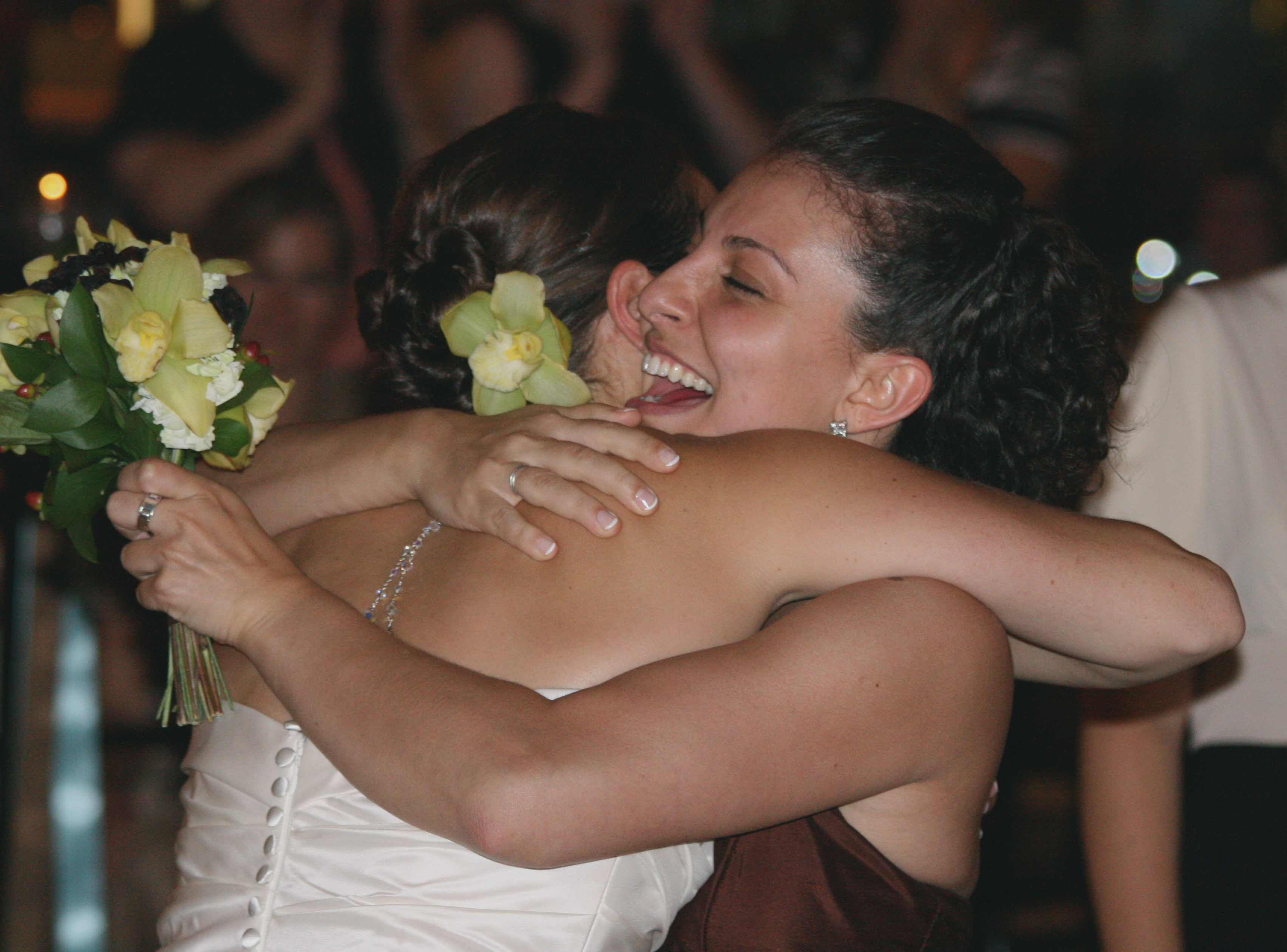
Радостное объятие двух подруг на свадьбе

Объятие — форма физической близости, в которых двое или больше людей обвивают свои руки вокруг шеи или туловища друг друга и крепко держат друг друга. Совместное объятие нескольких человек называется групповым объятием.

## Характеристика

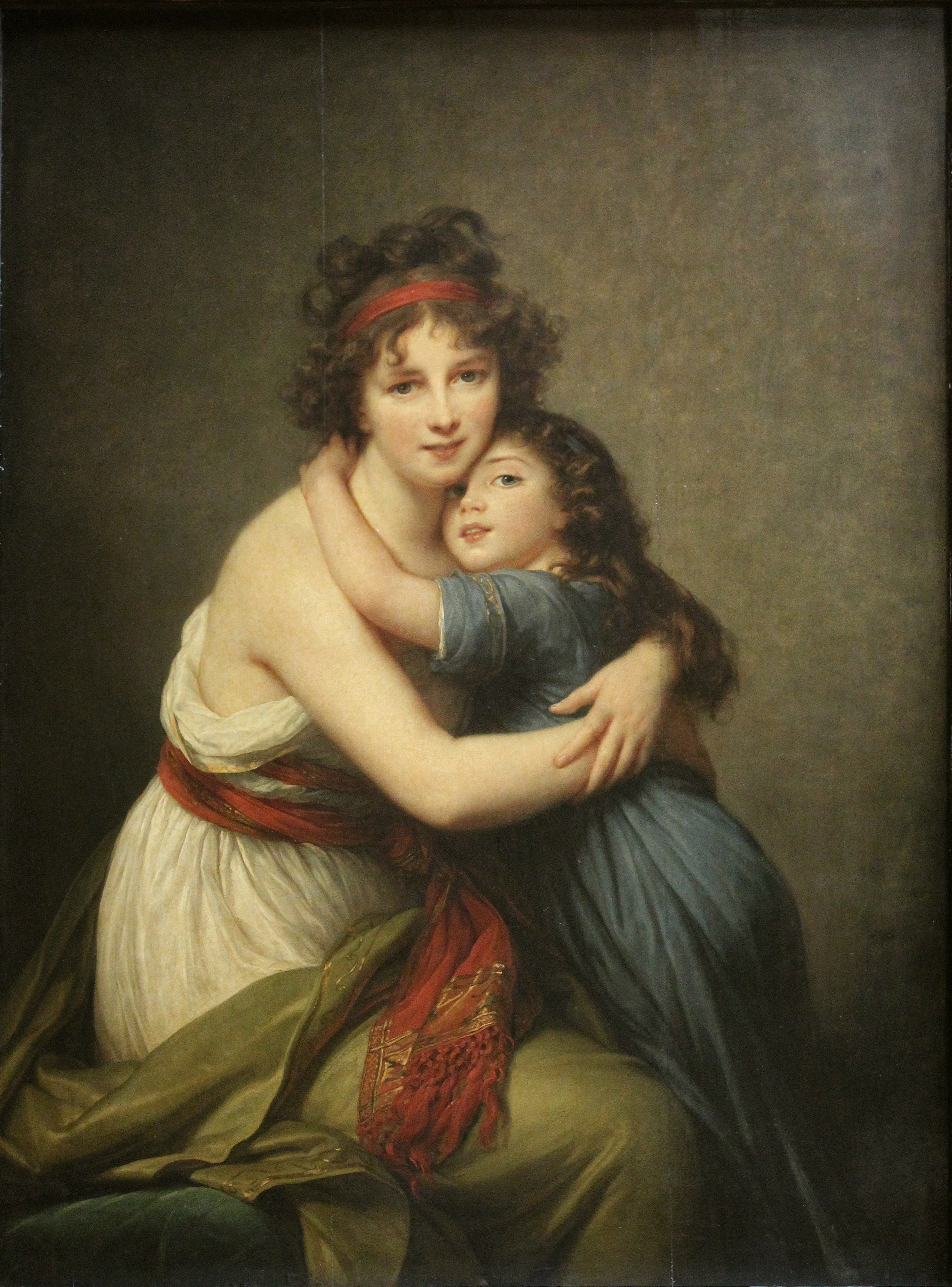
Л. Э. Виже-Лебрён. «Мадам Виже-Лебрён и её дочь». 1789. Холст, масло. Лувр, Париж.

Объятие, иногда в связи с поцелуем, является одной из форм невербального общения. В зависимости от культуры, связей и отношений, объятие может обозначать знакомство, любовь, привязанность, дружбу, братство или сочувствие, а также поддержку, утешение и сопереживание, особенно там, где слов недостаточно. Объятие обычно демонстрирует любовь и душевное тепло, иногда возникающие от радости или счастья воссоединения или встречи после долгой разлуки. Невзаимное объятие может указывать на проблемы в отношениях. Продолжительность объятий обусловлена социально и культурно.
В отличие от некоторых других видов физического контакта, объятие может быть осуществлено публично и в частном порядке без стигмы во многих странах, религиях и культурах, в семьях, а также по возрастному и гендерному принципу, но, как правило, объятие — показатель того, что люди знакомы друг с другом.

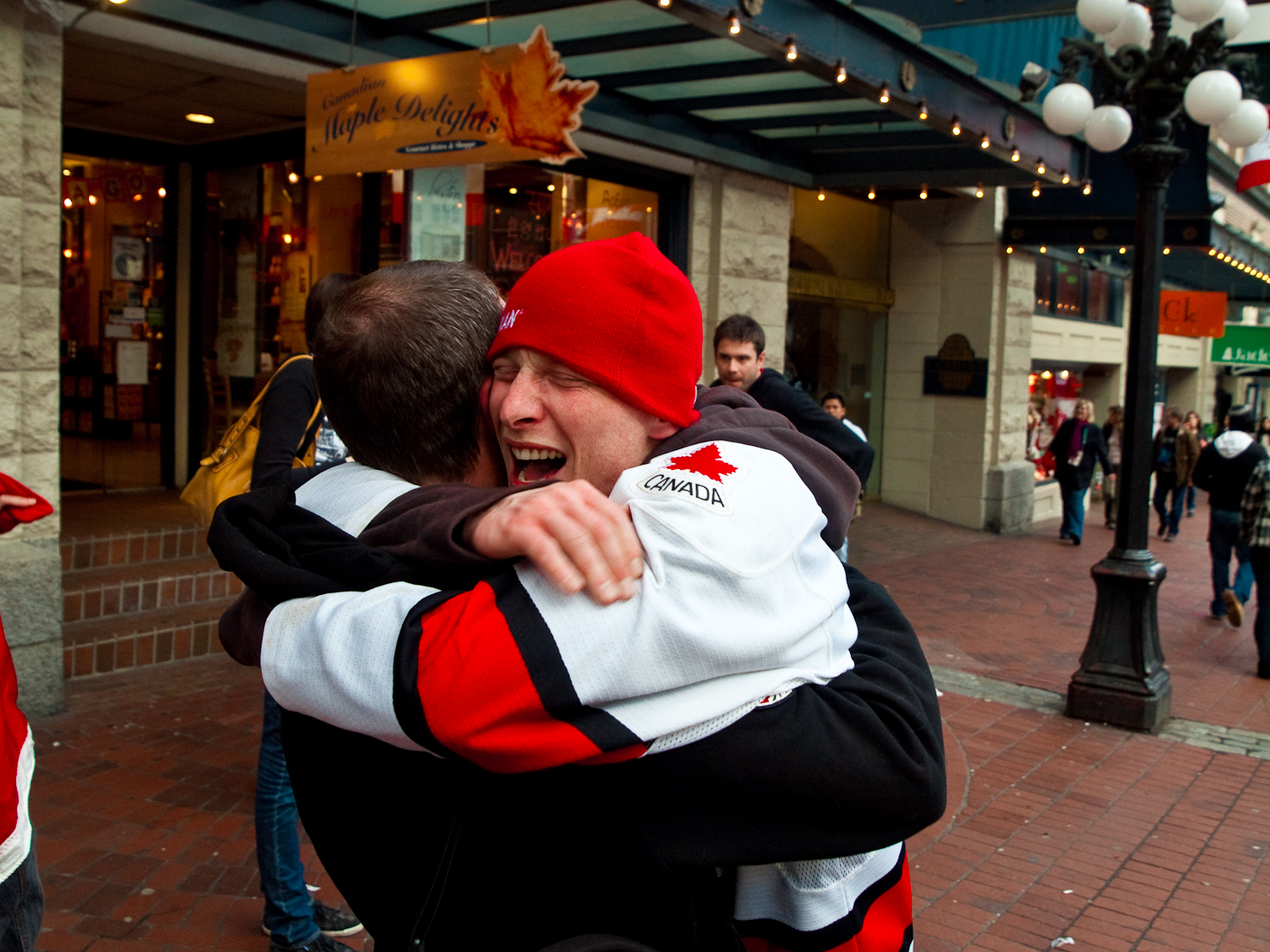
Объятие после спортивной победы

Неожиданные объятия могут быть расценены как вторжение человека в личное пространство, но их взаимность — показатель того, что это приветствуется. Некоторые западные культурные исследователи советуют избегать объятий на работе, чтобы предотвратить неприятные моменты, особенно с людьми, которые не любят обниматься.
Ребёнок может обнимать также куклы или мягкие игрушки. Маленькие дети обнимают своих родителей, когда они чувствуют угрозу от незнакомого человека, хотя это можно и не рассматривать как объятие, потому что такое поведение демонстрирует потребность в защите, а не любви.

## Культурные аспекты
Реже объятие выступает как часть ритуала инициации в тех или иных социальных группах. В некоторых культурах, таких как Франция, Испания и Латинская Америка, для друзей мужского пола объятие и шлепки по спине является радостным приветствием. Подобное объятие, как правило, сопровождающееся поцелуем в щёку, обычное поведение для западных женщин при встрече и расставании. В Португалии и Бразилии, фраза Обнимаю является вежливой формой окончания письма в мужской переписке. В римско-католическом обряде святой мессы объятие может заменять поцелуй или рукопожатие при примирении.

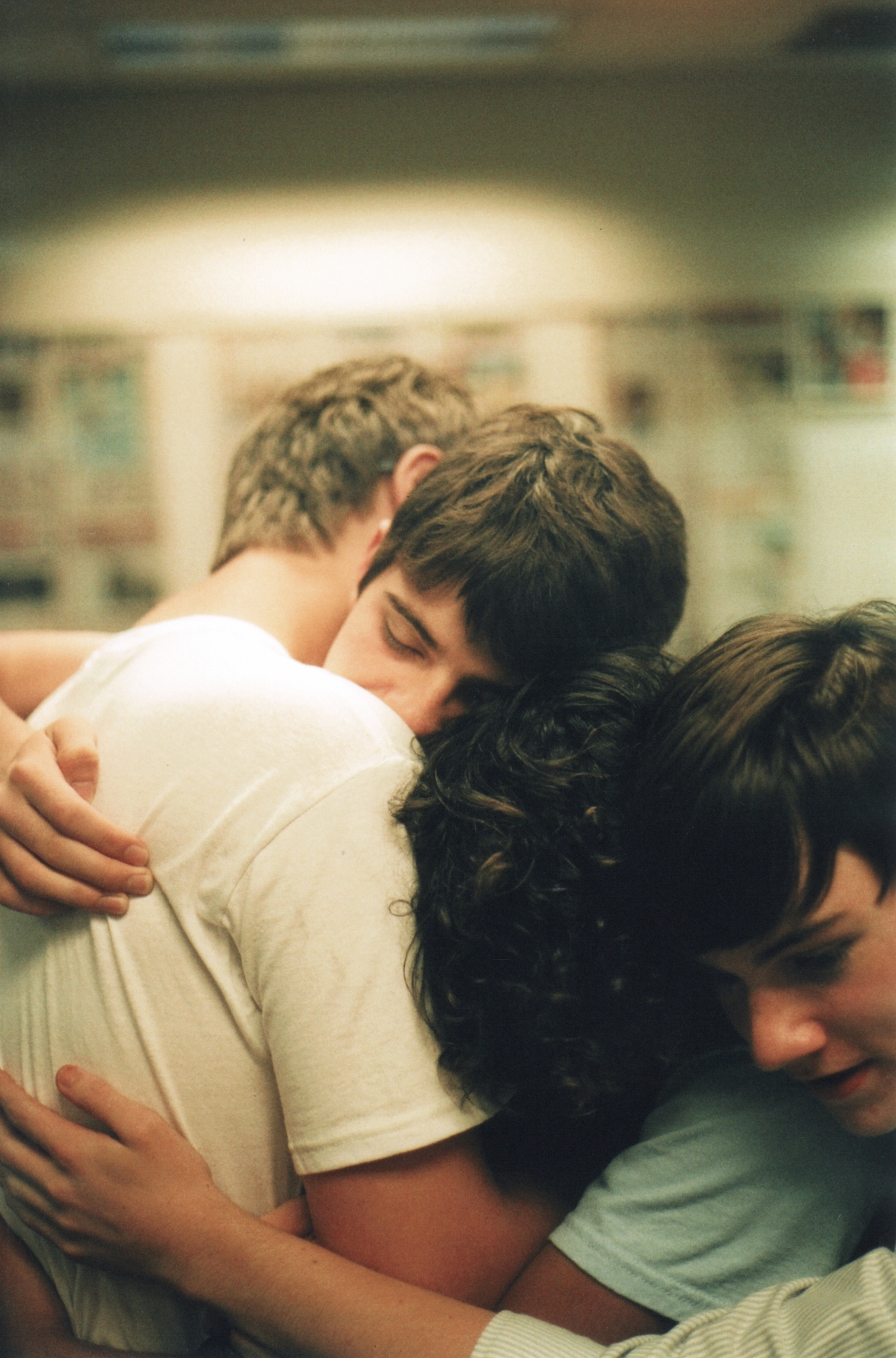
Групповое объятие молодых ребят как жест крепкой дружбы

В мае 2009 года Нью-Йорк Таймс сообщила, что «объятие стало любимым социальным приветствием подростков сегодняшних США». В ряде школ в США были изданы запреты на объятия, которые в некоторых случаях вылились в студенческие протесты против этих запретов.
Канадское журналистское исследование в 2015 году отметило популярность мужских дружеских объятий среди молодых франкоговорящих взрослых в Квебеке.
Во время Рамадана обнимать близкого человека без сексуальных позывов в светлое время суток — халяль, то есть разрешено, а объятие с сексуальным подтекстом считается харам, то есть грехом.

## Влияние на здоровье
Была доказана польза объятий для здоровья. Одно исследование показало, что объятия повышают уровень окситоцина и снижают уровень артериального давления.
Объятия повышают уверенность в себе, особенно у детей, и именно с точки зрения уверенности в себе ребёнок особенно хорош в том, чтобы получить много объятий от родителей. В этом случае он чувствует себя ценным и любимым.

## Групповые объятия
Групповое объятие — полезный инструмент в групповой терапии для закрепления чувства сплочённости участников после сессии, хотя это может вызвать дискомфорт у членов группы, которые стесняются физического контакта.